# Regenbogenfraktion (1984–1989)
Regenbogen-Fraktion: Föderation von: Grün-Alternatives europäisches Bündnis, Agalev-Ecolo, Dänische Volksbewegung gegen die Mitgliedschaft der Europäischen Gemeinschaft, Europäische Freie Allianz im Europäischen Parlament war eine von 1984 bis 1989 bestehende Fraktion im Europäischen Parlament. Sie umfasste 20 der zu dieser Zeit 518 Abgeordneten des Europäischen Parlaments von verschiedenen grünen, linken und regionalistische Parteien.
Nach der Europawahl 1984 zogen aus Deutschland, Belgien und den Niederlanden erstmals grüne Parteien in das Europaparlament ein. Sie schlossen sich mit den Abgeordneten der regionalistischen Europäischen Freien Allianz zusammen, die zuvor Mitglied der Fraktion für die technische Koordinierung und Verteidigung der unabhängigen Gruppen und Abgeordneten waren. Nach der Europawahl 1989 gründeten die grünen Parteien eine eigene Fraktion, während die Parteien der EFA die Fraktion als Regenbogenfraktion (1989–1994) weiterführten. 1999 fanden die beiden Gruppen wieder in einer Fraktion namens Fraktion der Grünen / Europäische Freie Allianz zusammen, die noch heute besteht.

## Mitglieder
| Land        | Partei                                            | Ausrichtung        | MdEPs 1984 | Mitglieder |
| ----------- | ------------------------------------------------- | ------------------ | ---------- | --- |
| Belgien     | Agalev                                            | grün               | 1          | Paul Staes |
| Belgien     | Ecolo                                             | grün               | 1          | François Roelants du Vivier |
| Belgien     | Volksunie                                         | EFA                | 2          | Jaak Vandemeulebroucke, Willy Kujpers |
| Dänemark    | Folkebevægelsen mod EU                            | EU-skeptisch/links | 4          | Else Hammerich, Ib Christensen, Birgit Bjørnvig (ab 1. September 1987), Jørgen Bøgh (bis 31. August 1987), Jens-Peter Bonde |
| Deutschland | Die Grünen                                        | grün               | 7          | Dorothee Piermont (bis 27. Februar 1987), Brigitte Heinrich (bis 29. Dezember 1987), Frank Schwalba-Hoth (bis 18. Februar 1987), Wolfgang von Nostitz (ab 28. Februar 1987), Wilfried Telkämper (ab 19. Februar 1987), Jakob von Uexküll (ab 5. November 1987), Undine von Blottnitz, Egbert Nitsch (ab 11. Januar 1988), Benedikt Härlin, Michael Klöckner, Friedrich-Wilhelm Graefe zu Baringdorf (bis 4. November 1987) |
| Niederlande | Groen Progressief Akkoord                         | Grüne              | 2          | Bram van der Lek (PSP), Herman Verbeek (PPR, 28. August 1984 bis 15. Dezember 1986), Nel van Dijk (CPN, ab 17. Dezember 1986) |
| Italien     | Democrazia Proletaria/Partito di Unità Proletaria | links/grün         | 2          | Emilio Molinari (DP, bis 2. September 1985), Alberto Tridente (DP, ab 24. September 1985), Luciana Castellina (PCI, trat am 1. Januar 1985 zur Kommunistischen Fraktion über) |
| Italien     | Union Valdôtaine/Partito Sardo d’Azione           | EFA                | 1          | Michele Columbu |
| Spanien     | Izquierda de los Pueblos/Eusko Alkartasuna        | EFA                | –          | Juan María Bandres Molet (Izquierda de los Pueblos, ab 1. Januar 1986 bis 5. Juli 1987), Juan Carlos Garaikoetxea Urriza (Eusko Alkartasuna, ab 6. Juli 1987) |

## Vorsitz
- Else Hammerich: 24. Juli 1984 bis 3. März 1987, 1. Juni 1987 bis 31. August 1987, 1. Juni 1988 bis 31. August 1988, 1. Juni 1989 bis 24. Juni 1989[4]
- Wilfried Telkämper: 5. März 1987 bis 31. Mai 1987, 1. März 1988 bis 31. Mai 1988, 1. März 1989 bis 31. Mai 1989
- François Roelants du Vivier: 10. März 1986 bis 4. März 1987
- Paul Staes: 1. September 1987 bis 30. November 1987, 1. September 1988 bis 30. November 1988
- Brigitte Heinrich: 10. März 1986 bis 30. Dezember 1986
- Jaak Vandemeulebroucke: 24. Juli 1984 bis 4. März 1987, 1. Dezember 1987 bis 29. Februar 1988, 1. Dezember 1988 bis 28. Februar 1989
- Bram van der Lek: 24. Juli 1984 bis 9. März 1986
- Frank Schwalba-Hoth: 4. Dezember 1984 bis 18. Februar 1987
- Friedrich-Wilhelm Graefe zu Baringdorf: 24. Juli 1984 bis 9. März 1986